# Сьлешин
Сьлешин (пол. Śleszyn) — село в Польщі, у гміні Жихлін Кутновського повіту Лодзинського воєводства.
Населення — 259 осіб (2011).
У 1975-1998 роках село належало до Плоцького воєводства.

## Демографія
Демографічна структура станом на 31 березня 2011 року:
|          | Загалом | Допрацездатний вік | Працездатний вік | Постпрацездатний вік |
| -------- | ------- | ------------------ | ---------------- | -------------------- |
| Чоловіки | 131     | 17                 | 99               | 15                   |
| Жінки    | 128     | 14                 | 79               | 35                   |
| Разом    | 259     | 31                 | 178              | 50                   |